# HDLC
HDLC je skraćenica od engleske složenice High-Level Data Link Protocol (vezni podatkovni slojni protokol vosoke razine) odnosno standard za bit-orijentirani sinkroni podatkovni protokol kojeg je razvila Internacionalna organizacija za standarde (International Organisation for Standardisation (ISO)). I prvotnoj inačici ovaj standard je imao sljedeća poglavlja:
- ISO 3309 - Frame Structure (struktura okvira)
- ISO 4335 - Elements of Procedure (elementi procedure)
- ISO 6159 - Unbalanced Classes of Procedure (nebalansirani razredi procedure)
- ISO 6256 - Balanced Classes of Procedure (balansirani razredi procedure)

Trenutni stadnard za HDLC nosi broj ISO 13239, koji objedinjuje sve gornje spomenute standarde.

## Složaj
| Zastavica | Adresa          | Upravljanje   | Podataci                            | FCS            | Zastavica |
| --------- | --------------- | ------------- | ----------------------------------- | -------------- | --------- |
| 8 bita    | 8 ili više bita | 8 ili 16 bita | Varijabilna dužina, 0 ili više bita | 16 ili 32 bita | 8 bita    |

## HDLC operacije i vrste okvira
Uobičajeni oblik oblik nadzornih polja:
| 7                           | 6                           | 5                           | 4   | 3                        | 2                        | 1                        | 0 |         |
| --------------------------- | --------------------------- | --------------------------- | --- | ------------------------ | ------------------------ | ------------------------ | - | ------- |
| N(R) Redni primateljni broj | N(R) Redni primateljni broj | N(R) Redni primateljni broj | P/F | N(S) Redni otpremni broj | N(S) Redni otpremni broj | N(S) Redni otpremni broj | 0 | I-okvir |
| N(R) Redni primateljni broj | N(R) Redni primateljni broj | N(R) Redni primateljni broj | P/F | vrsta                    | vrsta                    | 0                        | 1 | S-okvir |
| type                        | type                        | type                        | P/F | type                     | type                     | 1                        | 1 | U-okvir |

Također postoji i prošireni (2.-bajtni) oblik I i S okvira. Najmanji bit prikazan je na desnoj strani ove tabele:
| 15                          | 14                          | 13                          | 12                          | 11                          | 10                          | 9                           | 8   |   | 7                        | 6                        | 5                        | 4                        | 3                        | 2                        | 1                        | 0                 |                   |
| --------------------------- | --------------------------- | --------------------------- | --------------------------- | --------------------------- | --------------------------- | --------------------------- | --- | - | ------------------------ | ------------------------ | ------------------------ | ------------------------ | ------------------------ | ------------------------ | ------------------------ | ----------------- | ----------------- |
| N(R) Redni primateljni broj | N(R) Redni primateljni broj | N(R) Redni primateljni broj | N(R) Redni primateljni broj | N(R) Redni primateljni broj | N(R) Redni primateljni broj | N(R) Redni primateljni broj | P/F |   | N(S) Redni otpremni broj | N(S) Redni otpremni broj | N(S) Redni otpremni broj | N(S) Redni otpremni broj | N(S) Redni otpremni broj | N(S) Redni otpremni broj | N(S) Redni otpremni broj | 0                 | Prošireni I-okvir |
| N(R) Redni primateljni broj | N(R) Redni primateljni broj | N(R) Redni primateljni broj | N(R) Redni primateljni broj | N(R) Redni primateljni broj | N(R) Redni primateljni broj | N(R) Redni primateljni broj | P/F | 0 | 0                        | 0                        | 0                        | type                     | type                     | 0                        | 1                        | Prošireni S-okvir |                   |